# Petropseudes dahli
Il coda ad anello delle rocce (Petropseudes dahli Collett, 1895) è un marsupiale della famiglia degli Pseudocheiridi. È l'unica specie del genere Petropseudes Thomas, 1923, ed appartiene alla sottofamiglia degli Pseudocheirini, la stessa del coda ad anello comune (Pseudocheirus peregrinus).
Tra tutti gli Pseudocheiridi il coda ad anello delle rocce è uno di quelli con la coda più corta; essa è priva di pelo e ricoperta di squame all'estremità. Vive in piccoli gruppi ed è prevalentemente vegetariano. Ha una costituzione tozza ed è ricoperto da un manto generalmente di colore grigio.

## Descrizione
Il coda ad anello delle rocce ha all'incirca le dimensioni di un piccolo coniglio. Il manto è di colore variabile dal grigio al grigio-rossastro sul dorso, mentre le regioni inferiori sono di color crema chiaro. Presenta delle chiazze di pelo bianco al di sotto delle orecchie, che sono piccole e rotonde, e sopra e sotto gli occhi. Lungo il corpo, dalla sommità del capo fino a metà dorso, corre una striscia dorsale più scura. Come altri opossum, è dotato di coda prensile, molto utile per afferrare rami o altri oggetti. Tuttavia, rispetto a quella degli altri opossum, essa ha la particolarità unica di essere ricoperta di pelo solo per metà. I maschi hanno una lunghezza testa-tronco di 33,4-37,5 cm, mentre le femmine sono generalmente più grandi e hanno una lunghezza testa-corpo di 34,9-38,3 cm e un peso di 1280-2000 g. Un altro aspetto insolito di questa specie è la presenza di pupille verticali.

## Biologia

### Alimentazione
Il coda ad anello delle rocce si nutre di frutta, fiori e foglie di una grande varietà di alberi presenti nel suo territorio e occasionalmente mangia anche termiti. Quando va in cerca di cibo generalmente non si allontana mai molto dalle rocce su cui risiede, ma talvolta si spinge anche a 100 m di distanza dall'affioramento roccioso più vicino. La maggior parte dei fiori di cui si nutre appartiene ad alberi di Eucalyptus miniata ed E. tetrodonta. I frutti, invece, appartengono a piante di Zyziphus oenoplia, Vitex glabrata, Terminalia ferdinandiana e Owenia vernicosa. Le foglie predilette sono quelle degli alberi di Flagelleria indica e Pouteria sericea e di varie specie di rampicanti.

### Predatori
Tra i predatori del coda ad anello delle rocce figurano il dingo (Canis lupus dingo), il pitone di Oenpelli (Morelia oenpelliensis), il pitone oliva (Liasis olivaceous), i quoll (genere Dasyurus), i rapaci notturni (Strigiformi), i gatti randagi (Felis catus), i cani domestici (Canis lupus familiaris) e gli esseri umani (Homo sapiens). Il coda ad anello delle rocce trascorre gran parte del tempo a osservare i dintorni per poter individuare possibili predatori. A tale scopo si arrampica su rami o sporgenze per godere di una vista migliore. Nel tentativo di scoraggiare i predatori e avvertire i conspecifici, questo opossum sbatte la coda contro i rami degli alberi con forza tale da far tremare l'intero albero.

### Comportamento
Tra tutti gli opossum australiani, il coda ad anello delle rocce è quello che vive in gruppi familiari più coesi. Gli adulti e i loro piccoli rimangono per tutta la notte a non più di 2-3 m di distanza gli uni dagli altri. I gruppi familiari sono in genere costituiti da circa 4 individui, sebbene siano stati registrati anche gruppi di 2-10 esemplari. L'animale trascorre gran parte del tempo stando nascosto all'interno di mucchi di rocce o fessure. Dopo il tramonto si sposta dalla sua dimora rocciosa per dirigersi sugli alberi vicini in cerca di cibo. È una creatura riservata, difficile da catturare, e cerca di evitare il più possibile contatti e incontri con altri animali. È prevalentemente terricolo e sale sugli alberi esclusivamente per nutrirsi. Tale particolarità lo contraddistingue dai suoi parenti, che conducono perlopiù vita arboricola. I suoi occhi brillano di una luce intensa quando vengono colpiti da una forte sorgente luminosa, ma diversamente dalla maggior parte degli opossum non rimane immobile quando viene illuminato da un riflettore. Al contrario, si ritira nella sua dimora rocciosa o in un crepaccio, dove si nasconde infilando la testa in una fessura e lasciando fuori il resto del corpo.

### Riproduzione
Non sembra esserci una particolare stagione destinata alla riproduzione. Tuttavia, femmine con un piccolo già cresciuto nel marsupio e un altro piccolo sul dorso sono state viste in marzo, luglio, agosto e settembre. Sebbene per questa specie non siano disponibili informazioni riguardanti il periodo di gestazione, è noto che specie a esso imparentate hanno periodi di gestazione di 16-30 giorni. Il neonato trascorre le sue prime cinque settimane di vita nel grosso marsupio materno contenente due capezzoli. I genitori generalmente trasportano il neonato sul dorso dopo che questo ha lasciato il marsupio materno. Le cure parentali vengono suddivise quasi equamente tra i due genitori. Nella cura del piccolo i genitori vengono assistiti anche dai giovani delle cucciolate precedenti, che generalmente rimangono nel nucleo familiare. I genitori effettuano tutta una serie di comportamenti protettivi, trascorrendo parte del tempo cercando di localizzare i predatori, cercando di allontanarli sbattendo la coda, e tenendo i giovani vicini richiamandoli con vocalizzazioni.

### Struttura sociale
Entrambi i sessi occupano territori di pari dimensioni. Ciascun territorio misura in media 0,9 ettari, ma le dimensioni variano da 0,5 a 1,2 ettari. La densità media in queste aree è di 0,4 esemplari per ettaro. Entro il proprio territorio, contrassegnato da marcature odorose, le femmine vivono con un unico maschio. Per marcare il territorio, il coda ad anello delle rocce strofina o preme la regione caudo-cloacale o il petto sulla superficie da delimitare. Sebbene l'animale marchi anche rocce e alberi del suo territorio, le marcature odorose sono più numerose in prossimità della tana.
Il coda ad anello delle rocce è uno dei pochi marsupiali rigorosamente monogami. Una caratteristica importante della monogamia obbligata di questa specie è l'esistenza di legami di coppia coesi e persistenti con attrazione reciproca o a senso unico da parte degli adulti. Entrambi i sessi di questa specie mantengono forti legami di coppia, come dimostra la vasta gamma di comportamenti di assistenza, che sono indice della «forza» del legame. Tuttavia, i maschi mantengono il legame di coppia con un tasso più elevato di quanto facciano le femmine. Entrambi i sessi condividono i processi decisionali per quanto riguarda i cambiamenti nelle attività di gruppo.
La presenza di legami di lunga durata tra genitori e figli riscontrati nelle famiglie di questa specie sono un altro attributo della monogamia obbligata. Entrambi i sessi di coda ad anello delle rocce mostrano sostanziali cure parentali a lungo termine. Tra i comportamenti insoliti osservati in questa specie figurano gli abbracci dati dal maschio ai piccoli e la formazione di ponti. Entrambi i genitori abbracciano i piccoli, ma solo le femmine sono implicate nella formazione di ponti. La madre consente al suo piccolo di passare da un ramo all'altro utilizzando il suo corpo come un ponte. Questo comportamento non è mai stato riscontrato in nessun altro opossum. Abbracciare i piccoli è, per gli adulti, un modo per conoscere il loro stadio di sviluppo. Una terza caratteristica della monogamia obbligata nel coda ad anello delle rocce sono le cure portate ai piccoli dai loro fratelli maggiori.

### Comunicazione
Per comunicare il coda ad anello delle rocce utilizza soprattutto marcature odorose. Gli adulti possiedono una particolare ghiandola sul petto e i maschi hanno inoltre una ghiandola paracloacale di circa 2 cm di diametro. L'animale mantiene appositi siti di marcatura che vengono visitati dagli altri membri della famiglia. Per marcare queste aree vengono utilizzati sia l'urina che le feci. Si ritiene inoltre che questo opossum marchi i rami degli alberi con la sua ghiandola paracloacale. Talvolta è stato visto percuotere la coda contro le rocce, forse per comunicare. La specie è anche in grado di emettere strida e grugniti tranquilli che potrebbero fungere da segnali di comunicazione uditiva.

## Distribuzione e habitat
Il coda ad anelli delle rocce è diffuso nelle aree rocciose del Kimberley, della Terra di Arnhem e del golfo di Carpentaria, entro i confini di Australia Occidentale, Territorio del Nord e di una piccola parte del Queensland. È presente anche a Groote Eylandt.
Il coda ad anello delle rocce vive esclusivamente su affioramenti rocciosi e predilige le zone con grossi massi e rocce profondamente fessurate. Utilizza le fessure per nascondere solo la testa, lasciando esposto il resto del corpo. Conduce vita rigorosamente notturna; esce fuori dai ripari tra le rocce solamente di notte, quando si arrampica sugli alberi in cerca di cibo. Non costruisce un nido e talvolta è stato visto dormire durante il giorno su sporgenze rocciose ben protette. Questo suggerisce un alto livello di adattamento a un'esistenza terricola. Indici di una scarsa vita arboricola, rispetto ai suoi parenti, sono zampe e artigli più brevi, coda più corta e muso leggermente più allungato.
La specie gioca un ruolo di primo piano nell'ambiente in cui abita, poiché disperde i semi contenuti nella frutta di cui si nutre. Esercita anche una certa influenza sulle popolazioni di termiti e costituisce una preda per alcuni predatori della regione. L'uomo ne ha frammentato sempre più l'habitat e per questo motivo il numero di esemplari è diminuito grandemente. La specie compare nell'elenco delle specie minacciate dell'Australia Occidentale.